# آرثر ميسون ورثينجتون
آرثر ميسون رثينجتون (بالإنجليزية: Arthur Mason Worthington)‏ (و. 1852 – 1916 م) هو فيزيائي
وكان عضواً في الجمعية الملكية .

## جوائز
حصل على جوائز منها:
- زميل في الجمعية الملكية.